# Il capitano degli ussari
Il capitano degli ussari («El capitán de los húsares» en italiano) es una película de comedia italiana de 1940 dirigida por Sándor Szlatinay y protagonizada por Clara Tabody, Enrico Viarisio y Pina Gallini.
Fue realizado en los estudios Fert en Turín. Los decorados de la película fueron diseñados por Alfredo Montori. También se produjo una versión húngara por separado. 

## Argumento
Varady, un excapitán de los húsares en Hungría, es convocado urgentemente por sus hermanas a la finca familiar ubicada en el campo. Su hijo, que estudia en Budapest, se metió en problemas y se endeudó mucho. Una vez que llega a la capital húngara, Varady se entrega a la vida salvaje con su hijo y derrocha el dinero que sus hermanas le han confiado. El hijo está enamorado de una bailarina y Varady, tan pronto como la ve, la reconoce como la mujer que amaba cuando estaba destinado en Budapest como capitán. Ella también confiesa que todavía lo ama, pero antes de casarse con ella, Varady tendrá que lidiar con su hijo y sus sentimientos.

## Reparto
- Clara Tabody como la bailarina.
- Enrico Viarisio como Varady, excapitán de los húsares.
- Paolo Viero como el hijo de Varady.
- Pina Gallini como la primera tía.
- Lola Braccini como la segunda tía.
- Jone Romano como la solterona.
- Arturo Bragaglia
- Livia Minelli
- Luigi Pavese
- Carlo Romano
- Aroldo Tieri